# Rudolf Kolisch
Rudolf Kolisch (20. července 1896, Klamm, Rakousko-Uhersko – 1. srpna 1978 Watertown, Massachusetts, USA) byl rakouský houslista, muzikolog a hudební pedagog. Příslušník Druhé vídeňské školy.

## Život
Narodil se v Dolním Rakousku, ale vyrůstal ve Vídni jako syn Henrietty Anny Theresie (Hoffmannové) a Rudolfa Rafaela Kolische, který byl známým lékařem a docentem na Vídeňské univerzitě. Otec i matčin otec byli Židé, zatímco babička byla katolička. Od dětství hrál na housle. Utrpěl zranění prostředníčku na levé ruce a tak se naučil hrát v obráceném gardu. Zúčastnil se bojů 1. světové války a po návratu studoval jak na univerzitě, tak na Hudební akademii. Hru na housle studoval u Otakara Ševčíka, muzikologii u Guido Adlera, skladbu u Franze Schrekera a dirigování u Franze Schalka. Měl v úmyslu stát se dirigentem.
V roce 1919 začal studovat skladbu u Arnolda Schoenberga, který se v roce 1924 oženil s jeho sestrou Gertrudou. Pod vlivem Schoenberga začal pracovat ve Společnosti pro soukromá hudební představení (Verein für musikalische Privataufführungen in Wien), jejímž cílem byla propagace děl skladatelů soudobé hudby. To vedlo k založení smyčcového kvarteta "Wiener Streichquartett", který měl ve svém repertoáru Schoenbergovu hudbu a klasickou hudbu hranou ovšem podle Schoenbergových principů. Po roce 1927 vystupoval soubor pod názvem Kolisch Quartet. Pro tento soubor psali hudbu např. Alban Berg, Anton Webern, Schoenberg a Béla Bartók. V roce 1930 se Kolisch oženil s koncertní klavíristkou Josefou Rosanskou (1904–1986). Manželství skončilo rozvodem.
V roce 1934 byl Schoenberg byl z rasových důvodů vyhozen z Pruské akademie umění a emigroval do Spojených států. Pozornost nacistů se kvůli účasti moderních autorů soustředila i na členy Kolischova kvarteta. Ti nejprve přesunuli své působení do Anglie a do Kodaně. V roce 1935 pak rovněž odešli do USA. Kvartet absolvoval koncerty na západním pobřeží. Pro United Artists nahrál všechna čtyři Schoenbergova kvarteta. Skupina však měla potíže se přizpůsobit americkému koncertnímu prostředí. Rychlé personální změny kvalitě souboru příliš neprospěly. V roce 1939 vykonal Kolisch Quartet, poslední evropské turné, v roce 1940 učinil poslední nahrávku pro firmu Columbia Records a poslední koncert se konal v New Yorku v květnu 1944.

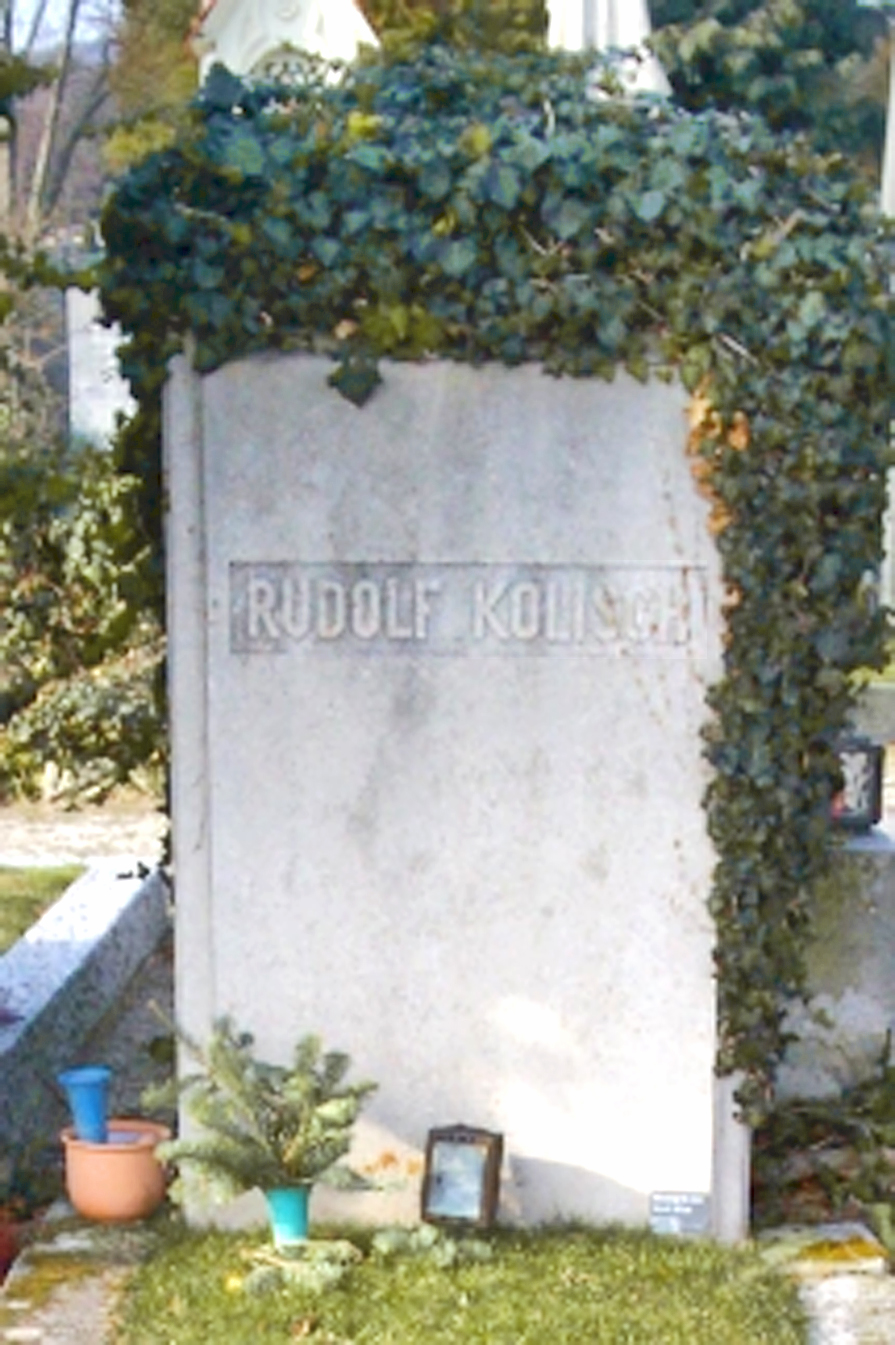
Hrob Rudolfa Kolische

Kolish přijal zaměstnání pedagoga na newyorské The New School. S dirigentem Otto Klempererem založil na škole komorní orchestr, se kterým poprvé v USA provedl Bartókovu Hudbu pro smyčce, bicí nástroje a celestu, Příběh vojáka Igora Stravinského a Schoenbergovu Komorní symfonii č. 1. Rovněž nastudoval Schoenbergova Pierrota lunaire, který pak byl proveden za řízení autora. Věnoval se i muzikologické práci. Publikoval mimo jiné článek "Tempo and Character in Beethoven's Music". V roce 1940 se znovu oženil s houslistkou a violistkou Lornou Freedmanovou (1917–2006).
V roce 1944 přijal Kolisch nabídku University of Wisconsin–Madison na místo řádného profesora a na primária kvarteta Pro Arte String Quartet. Tento kvartet, později označovaný jako Kolisch Quartet (druhý toho jména), si vydobyl pozici významného interpreta komorní hudby první poloviny dvacátého století a byl prvním moderním smyčcovým kvartetem hrající soudobou hudbu zpaměti. V padesátých let se vrátil do Evropy na koncertní turné. Stal se také členem fakulty při Mezinárodních kurzech Nové hudby v Darmstadtu (Internationale Ferienkurse für Neue Musik), kde se po létech sešel se svými přáteli Eduardem Steuermannem a Theodorem Adornem. Nadále však působil na Universitě v Madisonu až do povinného odchodu do důchodu v roce 1966.
V té době dostal nabídku od Gunthera Schullera na místo vedoucího oddělení komorní hudby na New England Conservatory v Bostonu. Nabídku přijal a na konzervatoři působil až do své smrti v roce 1978. O letních měsících let 1974–1977 učil také komorní hudbě na každoročních Schoenbergových seminářích v Mödlingu nedaleko Vídně.
Písemná pozůstalos Rudolfa Kolische je uložena v oddělení rukopisů Houghotonovy knihovny Harvardovy univerzity ve městě Cambridge ve státě Massachusetts.